# Lijst van gemeentelijke monumenten in Gouda (centrum) R t/m Z

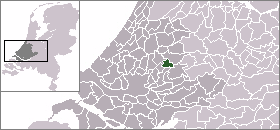
Gouda

Deze lijst geeft een overzicht van de gemeentelijke monumenten in de stad Gouda. In 2018 had Gouda 880 gemeentelijke monumenten. Meer afbeeldingen daarvan zijn te vinden in de categorie Gemeentelijke monumenten in Gouda op Wikimedia Commons. Zie voor de overige gemeentelijke monumenten Lijsten van gemeentelijke monumenten in Gouda en voor de rijksmonumenten de Lijst van rijksmonumenten in Gouda.

## Lijst van gemeentelijke monumenten in Gouda (centrum) R t/m Z
| Object | Bouwjaar                                          | Architect                          | Locatie                                            | Coördinaten                  | Nr.         | Afbeelding |
| --- | ------------------------------------------------- | ---------------------------------- | -------------------------------------------------- | ---------------------------- | ----------- | --- |
| Twee woonhuizen (Gouda-Centrum) | Ongeveer 1825 - 1850                              |                                    | Raam 36 & 38                                       | 52° 0' 35" NB, 4° 42' 19" OL | 0513/623    | Meer afbeeldingen |
| Woonhuis met drie bouwlagen, gepleisterde gevel met schijnvoegen, kroonlijst en mansardedak. In 2015 is het pand gerestaureerd. (Gouda-Centrum) | Ongeveer 1850 - 1875                              |                                    | Raam 40                                            | 52° 0' 35" NB, 4° 42' 20" OL | GM 0513/624 | Woonhuis met drie bouwlagen, gepleisterde gevel met schijnvoegen, kroonlijst en mansardedak. In 2015 is het pand gerestaureerd. (Gouda-Centrum) |
| Voormalig schoolgebouw, type gangschool met drie bouwlagen, gele bakstenen gevel, bakgoot en een zadeldak. De oorspronkelijke ingang was een poort aan de Hoge Gouwe. (Gouda-Centrum) | 1907                                              |                                    | Raam 55a                                           | 52° 0' 35" NB, 4° 42' 21" OL | GM 0513/865 | Voormalig schoolgebouw, type gangschool met drie bouwlagen, gele bakstenen gevel, bakgoot en een zadeldak. De oorspronkelijke ingang was een poort aan de Hoge Gouwe. (Gouda-Centrum) |
| Voormalige Goudsche Coöperatieve Broodbakkerij en Verbruiksvereniging "Ons Voordeel" bestaande uit winkel met magazijn, twee bovenwoningen en een achterliggende broodbakkerij. Het pand is gebouwd in Neorenaissancestijl en in gebruik als buurthuis. In de bakkerij zijn appartementen gerealiseerd. (Gouda-Centrum) | 1901-1902                                         | H.J. Nederhorst Jr.                | Raam 60-62 met achterliggende bakkerij             | 52° 0' 34" NB, 4° 42' 21" OL | GM 0513/625 | Meer afbeeldingen |
| Woonhuis met drie bouwlagen, gestucte gevels met schijnvoegen, kroonlijst en een schilddak met rode Hollandse pannen (Gouda-Centrum) | 1900, kern 1800                                   |                                    | Raam 89-91, hoek Lange Willemsteeg 12-14           | 52° 0' 31" NB, 4° 42' 28" OL | GM 0513/405 | Meer afbeeldingen |
| Woonhuis met drie bouwlagen, gestucte gevel met schijnvoegen, kroonlijst en een zadeldak (Gouda-Centrum) | 1900                                              |                                    | Raam 93                                            | 52° 0' 31" NB, 4° 42' 29" OL | GM 0513/406 | Woonhuis met drie bouwlagen, gestucte gevel met schijnvoegen, kroonlijst en een zadeldak (Gouda-Centrum) |
| Woonhuis met links een rondboog poortje, oorspronkelijk winkel met bovenwoning, met drie bouwlagen waaronder een mezzanino, een gepleisterde rode lijstgevel met schijnvoegen en -strekken, X vormig muuranker, kroonlijst en een afgewolfd mansardedak. Het poortje gaf vroeger toegang tot de Petroleumbuurt, een slop met vier kleine huisjes (Gouda-Centrum) | Ongeveer 1850                                     |                                    | Raam 100-102                                       | 52° 0' 33" NB, 4° 42' 24" OL | GM 0513/626 | Woonhuis met links een rondboog poortje, oorspronkelijk winkel met bovenwoning, met drie bouwlagen waaronder een mezzanino, een gepleisterde rode lijstgevel met schijnvoegen en -strekken, X vormig muuranker, kroonlijst en een afgewolfd mansardedak. Het poortje gaf vroeger toegang tot de Petroleumbuurt, een slop met vier kleine huisjes (Gouda-Centrum)                                                         |
| Woonhuis met drie bouwlagen, bakstenen lijstgevel, geprofileerde gevellijst en een zadeldak met voorschild (Gouda-Centrum) | 1800                                              |                                    | Raam 121                                           | 52° 0' 30" NB, 4° 42' 31" OL | GM 0513/627 | Woonhuis met drie bouwlagen, bakstenen lijstgevel, geprofileerde gevellijst en een zadeldak met voorschild (Gouda-Centrum) |
| Woonhuis, oorspronkelijk een boven- en benedenwoning, drie bouwlagen, bakstenen lijstgevel, geprofileerde kroonlijst en een zadeldak met voorschild (Gouda-Centrum) | 1850-1875                                         |                                    | Raam 123-125                                       | 52° 0' 30" NB, 4° 42' 31" OL | GM 0513/593 | Woonhuis, oorspronkelijk een boven- en benedenwoning, drie bouwlagen, bakstenen lijstgevel, geprofileerde kroonlijst en een zadeldak met voorschild (Gouda-Centrum) |
| Woonhuis met vier bouwlagen, gepleisterde lijstgevel met schijnvoegen, kroonlijst en een zadeldak (Gouda-Centrum) | 1877                                              |                                    | Raam 140                                           | 52° 0' 32" NB, 4° 42' 24" OL | GM 0513/628 | Meer afbeeldingen |
| Dubbel woonhuis (poortwoningen) en zeven hofjes woningen er achter (Oranjepoortje uit 1887) (Gouda-Centrum) | 1899                                              |                                    | Raam 148-150                                       | 52° 0' 32" NB, 4° 42' 24" OL | GM 0513/629 | Meer afbeeldingen |
| Woonhuis met twee bouwlagen, bakstenen tuitgevel en een zadeldak (Gouda-Centrum) | Ongeveer 1825 - 1850                              |                                    | Raam 151                                           | 52° 0' 29" NB, 4° 42' 33" OL | GM 0513/630 | Woonhuis met twee bouwlagen, bakstenen tuitgevel en een zadeldak (Gouda-Centrum) |
| Woonhuis met twee bouwlagen, bakstenen halsgevel met spekbanden, gestucte borstwering, geveltop met gestucte geornamenteerde klauwstukken en kroonlijst en een mansardedak (Gouda-Centrum) | Ongeveer 1850 - 1875                              |                                    | Raam 153                                           | 52° 0' 29" NB, 4° 42' 33" OL | GM 0513/631 | Woonhuis met twee bouwlagen, bakstenen halsgevel met spekbanden, gestucte borstwering, geveltop met gestucte geornamenteerde klauwstukken en kroonlijst en een mansardedak (Gouda-Centrum) |
| Pakhuis met bovenwoning, drie bouwlagen, gepleisterde lijstgevel, kroonlijst en een zadeldak voor voorschild (Gouda-Centrum) | Ongeveer 1850 - 1875                              |                                    | Raam 161-163                                       | 52° 0' 29" NB, 4° 42' 34" OL | GM 0513/632 | Pakhuis met bovenwoning, drie bouwlagen, gepleisterde lijstgevel, kroonlijst en een zadeldak voor voorschild (Gouda-Centrum) |
| Woonhuis met drie bouwlagen, bakstenen gevel met spekbanden, mansardedak, segmentbogen met gestucte sluitsteen, kuifornament en diamantkop, boogvelden met siertegelwerk. Geveltop met geprofileerde gootlijst daaronder een bakstenen fries en een tandlijst. Een topgevel doorbreekt de gootlijst. De tuitgevel van de dakkapel heeft een gemetselde rollaag en in het midden een hardstenen ornament. (Gouda-Centrum) | 1909                                              |                                    | Raam 167                                           | 52° 0' 29" NB, 4° 42' 35" OL | GM 0513/633 | Woonhuis met drie bouwlagen, bakstenen gevel met spekbanden, mansardedak, segmentbogen met gestucte sluitsteen, kuifornament en diamantkop, boogvelden met siertegelwerk. Geveltop met geprofileerde gootlijst daaronder een bakstenen fries en een tandlijst. Een topgevel doorbreekt de gootlijst. De tuitgevel van de dakkapel heeft een gemetselde rollaag en in het midden een hardstenen ornament. (Gouda-Centrum) |
| Winkel/woonhuis De Klimmende Bok, drie bouwlagen, gestucte lijstgevel met schijnvoegen, stalen puibalk met klinknagelrozetten. gevelsteen met jaartal 1622, lijstgevel met kroonlijst en een schilddak (Gouda-Centrum) | Ongeveer 1850 - 1875                              |                                    | Raam 176-178                                       | 52° 0' 32" NB, 4° 42' 25" OL | GM 0513/634 | Winkel/woonhuis De Klimmende Bok, drie bouwlagen, gestucte lijstgevel met schijnvoegen, stalen puibalk met klinknagelrozetten. gevelsteen met jaartal 1622, lijstgevel met kroonlijst en een schilddak (Gouda-Centrum) |
| Woonhuis met twee bouwlagen, gele bakstenen klokgevel, gevelsteen (onleesbaar), gevelopeningen met rode bakstenen strekken, topgevel met rollaag en een zadeldak (Gouda-Centrum) | eind 1800                                         |                                    | Raam 187                                           | 52° 0' 28" NB, 4° 42' 37" OL | GM 0513/635 | Woonhuis met twee bouwlagen, gele bakstenen klokgevel, gevelsteen (onleesbaar), gevelopeningen met rode bakstenen strekken, topgevel met rollaag en een zadeldak (Gouda-Centrum) |
| Twee arbeidershuisjes met twee bouwlagen, rode bakstenen klokgevel en een zadeldak (Gouda-Centrum) |                                                   |                                    | Raam 193-195                                       | 52° 0' 28" NB, 4° 42' 38" OL | GM 0513/70  | Twee arbeidershuisjes met twee bouwlagen, rode bakstenen klokgevel en een zadeldak (Gouda-Centrum) |
| Raam:Woonhuis en Drapiersteeg:Twee woonhuisjes uit ongeveer 1600 (Gouda-Centrum) |                                                   |                                    | Raam 224 & Drapiersteeg 1-3                        | 52° 0' 31" NB, 4° 42' 28" OL | GM 0513/636 | Meer afbeeldingen |
| Woonhuis (Gouda-Centrum) |                                                   |                                    | Raam 262                                           | 52° 0' 29" NB, 4° 42' 31" OL | GM 0513/637 | Woonhuis (Gouda-Centrum) |
| Woonhuis (Gouda-Centrum) |                                                   |                                    | Raam 270                                           | 52° 0' 29" NB, 4° 42' 32" OL | GM 0513/638 | Woonhuis (Gouda-Centrum) |
| Woonhuis met drie bouwlagen, pui met pilasters en kapitelen, portiek, gepleisterde lijstgevel met schijnvoegen en gootlijst op gedecoreerde consoles en een mansardedak (Gouda-Centrum) | 1881                                              |                                    | Raam 276                                           | 52° 0' 29" NB, 4° 42' 33" OL | GM 0513/639 | Woonhuis met drie bouwlagen, pui met pilasters en kapitelen, portiek, gepleisterde lijstgevel met schijnvoegen en gootlijst op gedecoreerde consoles en een mansardedak (Gouda-Centrum) |
| Woonhuis met drie bouwlagen, rode bakstenen halsgevel en een zadeldak (Gouda-Centrum) | Ongeveer 1800                                     |                                    | Raam 278                                           | 52° 0' 29" NB, 4° 42' 33" OL | GM 0513/640 | Meer afbeeldingen |
| Pakhuis met bovenwoning, drie bouwlagen, bakstenen klokgevel en een zadeldak met achterschild (Gouda-Centrum) | 1857                                              |                                    | Raam 280-280a                                      | 52° 0' 28" NB, 4° 42' 33" OL | GM 0513/641 | Pakhuis met bovenwoning, drie bouwlagen, bakstenen klokgevel en een zadeldak met achterschild (Gouda-Centrum) |
| Woonhuis (Gouda-Centrum) | 1896                                              |                                    | Raam 282                                           | 52° 0' 28" NB, 4° 42' 34" OL | GM 0513/642 | Woonhuis (Gouda-Centrum) |
| Woonhuizen, twee beneden- en twee bovenwoningen, drie bouwlagen, rode bakstenen gevel, segmentbogen met rode en gele baksteen, geprofileerde kroonlijst en een schilddak (Gouda-Centrum) | 1889                                              |                                    | Raam 310-312                                       | 52° 0' 27" NB, 4° 42' 36" OL | GM 0513/187 | Woonhuizen, twee beneden- en twee bovenwoningen, drie bouwlagen, rode bakstenen gevel, segmentbogen met rode en gele baksteen, geprofileerde kroonlijst en een schilddak (Gouda-Centrum) |
| Beneden- en bovenwoning maken onderdeel uit van Raam 310-312 (Gouda-Centrum) | 1889                                              |                                    | Raam 314-316                                       | 52° 0' 27" NB, 4° 42' 37" OL | GM 0513/188 | Beneden- en bovenwoning maken onderdeel uit van Raam 310-312 (Gouda-Centrum) |
| Woonhuis (Gouda-Centrum) | Gedeeltelijk herbouwd in 1891 (m.n. de voorgevel) |                                    | Regentesseplantsoen 8                              | 52° 0' 45" NB, 4° 42' 17" OL | GM 0513/668 | Woonhuis (Gouda-Centrum) |
| Voormalig schoolgebouw in eclectische stijl, onderdeel van monument Nieuwehaven 308-308a-310-312 & Regentesseplantsoen 8a-9 (Gouda-Centrum) | 1889                                              | L. Burgersdijk en H.J. Nederhorst  | Regentesseplantsoen 8a                             | 52° 0' 45" NB, 4° 42' 17" OL | GM 0513/648 | Meer afbeeldingen |
| Voormalige schoolmeesterswoning, onderdeel van monument Nieuwehaven 308-308a-310-312 & Regentesseplantsoen 8a-9 (Gouda-Centrum) | 1902                                              | L. Burgersdijk en H.J. Nederhorst  | Regentesseplantsoen 9                              | 52° 0' 45" NB, 4° 42' 17" OL | GM 0513/648 | Meer afbeeldingen |
| Woonhuis (Gouda-Centrum) | 1906                                              |                                    | Regentesseplantsoen 10                             | 52° 0' 47" NB, 4° 42' 21" OL | GM 0513/669 | Woonhuis (Gouda-Centrum) |
| Woonhuis (Gouda-Centrum) | 1913                                              |                                    | Regentesseplantsoen 11                             | 52° 0' 47" NB, 4° 42' 22" OL | GM 0513/173 | Woonhuis (Gouda-Centrum) |
| Woonhuis (Gouda-Centrum) | 1913                                              |                                    | Regentesseplantsoen 12                             | 52° 0' 47" NB, 4° 42' 22" OL | GM 0513/174 | Woonhuis (Gouda-Centrum) |
| Woonhuis (Gouda-Centrum) | 1912                                              |                                    | Regentesseplantsoen 13                             | 52° 0' 48" NB, 4° 42' 22" OL | GM 0513/670 | Woonhuis (Gouda-Centrum) |
| Drie woonhuizen (Gouda-Centrum) | 1910                                              |                                    | Regentesseplantsoen 14-15-16                       | 52° 0' 48" NB, 4° 42' 22" OL | GM 0513/671 | Meer afbeeldingen |
| Drie woonhuizen (Gouda-Centrum) | Ongeveer 1913 - 1914                              |                                    | Regentesseplantsoen 17-18-19                       | 52° 0' 48" NB, 4° 42' 23" OL | GM 0513/672 | Meer afbeeldingen |
| Twee woonhuizen (Gouda-Centrum) | Ongeveer 1913                                     |                                    | Regentesseplantsoen 20-21                          | 52° 0' 48" NB, 4° 42' 24" OL | GM 0513/673 | Twee woonhuizen (Gouda-Centrum) |
| Herenhuis (Gouda-Centrum) | Ongeveer 1902                                     | H.J. Nederhorst, jr                | Regentesseplantsoen 22                             | 52° 0' 49" NB, 4° 42' 25" OL | GM 0513/844 | Herenhuis (Gouda-Centrum) |
| Twee woonhuizen (Gouda-Centrum) | Ongeveer 1915 - 1916                              |                                    | Regentesseplantsoen 23-24                          | 52° 0' 50" NB, 4° 42' 26" OL | GM 0513/674 | Twee woonhuizen (Gouda-Centrum) |
| Twee woonhuizen (Gouda-Centrum) | 1915                                              |                                    | Regentesseplantsoen 25-26                          | 52° 0' 50" NB, 4° 42' 26" OL | GM 0513/675 | Twee woonhuizen (Gouda-Centrum) |
| Complex van zes kleine aan elkaar gespiegelde woningen (Gouda-Centrum) | 1878                                              |                                    | Regulierenhof 3-4-5-6-7-8                          | 52° 0' 28" NB, 4° 42' 31" OL | GM 0513/658 | Meer afbeeldingen |
| Drie woonhuizen (Gouda-Centrum) | 1907                                              |                                    | Regulierenhof 9-10-11                              | 52° 0' 28" NB, 4° 42' 30" OL | GM 0513/659 | Drie woonhuizen (Gouda-Centrum) |
| Bedrijfsruimte met bovenwoning, voormalig pakhuis (Gouda-Centrum) | Ongeveer 1900 - 1925                              |                                    | Rozendaal 7                                        | 52° 0' 43" NB, 4° 42' 48" OL | GM 0513/162 | Bedrijfsruimte met bovenwoning, voormalig pakhuis (Gouda-Centrum) |
| Woonhuis (Gouda-Centrum) | Ongeveer 1700                                     |                                    | Rozendaal 15                                       | 52° 0' 44" NB, 4° 42' 48" OL | GM 0513/407 | Woonhuis (Gouda-Centrum) |
| Woonhuis met gestucte afgeknotte klokgevel met schijnvoegen en -strekken en een zadeldak (Gouda-Centrum) | Ongeveer 1700                                     |                                    | Rozendaal 19                                       | 52° 0' 44" NB, 4° 42' 48" OL | GM 0513/408 | Woonhuis met gestucte afgeknotte klokgevel met schijnvoegen en -strekken en een zadeldak (Gouda-Centrum) |
| Woonhuis (Gouda-Centrum) | Ongeveer 1890                                     |                                    | Rozendaal 21                                       | 52° 0' 44" NB, 4° 42' 47" OL | GM 0513/409 | Woonhuis (Gouda-Centrum) |
| Wachthuis of IJsselhuis, (Gouda-Centrum) | Ongeveer 1900 - 1925                              |                                    | Schielands Hoge Zeedijk 1                          | 52° 0' 23" NB, 4° 42' 42" OL | GM 0513/128 | Meer afbeeldingen |
| Winkel/woonhuis (Gouda-Centrum) | 1894                                              |                                    | Sint Anthoniestraat 11                             | 52° 0' 47" NB, 4° 42' 38" OL | GM 0513/402 | Winkel/woonhuis (Gouda-Centrum) |
| Twee winkel/woonhuizen, beiden met een pui in Amsterdamse School stijl (Gouda-Centrum) | nummer 13 uit 1928, nummer 15 uit 1850-1875       |                                    | Sint Anthoniestraat 13 & 15                        | 52° 0' 47" NB, 4° 42' 38" OL | GM 0513/403 | Meer afbeeldingen |
| Winkel/woonhuis in de stijl van de Haagse School (Gouda-Centrum) | 1932                                              |                                    | Sint Anthoniestraat 14-14a                         | 52° 0' 47" NB, 4° 42' 37" OL | GM 0513/404 | Winkel/woonhuis in de stijl van de Haagse School (Gouda-Centrum) |
| Bedrijfsruimte met bovenwoning met drie bouwlagen, een gepleisterde tuitgevel en een zadeldak (Gouda-Centrum) | ongeveer 1900                                     |                                    | Speldenmakerssteeg 16                              | 52° 0' 46" NB, 4° 42' 45" OL | GM 0513/381 | Bedrijfsruimte met bovenwoning met drie bouwlagen, een gepleisterde tuitgevel en een zadeldak (Gouda-Centrum) |
| Woonhuis, voormalig bedrijfspandje, met twee bouwlagen, gepleisterde tuitgevel met schijnvoegen, bovenlichten met glas-in-loodramen en een zadeldak (Gouda-Centrum) | 1900                                              |                                    | Speldenmakerssteeg 21                              | 52° 0' 46" NB, 4° 42' 44" OL | GM 0513/382 | Woonhuis, voormalig bedrijfspandje, met twee bouwlagen, gepleisterde tuitgevel met schijnvoegen, bovenlichten met glas-in-loodramen en een zadeldak (Gouda-Centrum) |
| Dubbel woonhuis (Gouda-Centrum) | 1860                                              |                                    | Spieringstraat 7-11                                | 52° 0' 37" NB, 4° 42' 47" OL | GM 0513/573 | Meer afbeeldingen |
| Woonhuis met afgeknotte bakstenen tuitgevel (Gouda-Centrum) | Ongeveer 1850 - 1875                              |                                    | Spieringstraat 12-14                               | 52° 0' 35" NB, 4° 42' 47" OL | GM 0513/574 | Meer afbeeldingen |
| Winkel/woonhuis met twee bouwlagen, gepleisterde klokgevel, pui met drie pilasters met bladkapitelen, een geprofileerde puibalk en een zadeldak (Gouda-Centrum) | 1883, pui uit 1900                                |                                    | Spieringstraat 13                                  | 52° 0' 37" NB, 4° 42' 47" OL | GM 0513/575 | Winkel/woonhuis met twee bouwlagen, gepleisterde klokgevel, pui met drie pilasters met bladkapitelen, een geprofileerde puibalk en een zadeldak (Gouda-Centrum) |
| Woonhuis met twee bouwlagen, wit gepleisterde tuitgevel met schijnvoegen en -strekken en een zadeldak (Gouda-Centrum) | Ongeveer 1850 - 1900                              |                                    | Spieringstraat 15                                  | 52° 0' 37" NB, 4° 42' 47" OL | 0513/576    | Woonhuis met twee bouwlagen, wit gepleisterde tuitgevel met schijnvoegen en -strekken en een zadeldak (Gouda-Centrum) |
| Sint-Aloysiusschool (Gouda-Centrum) | 1906                                              |                                    | Spieringstraat 16-18                               | 52° 0' 34" NB, 4° 42' 47" OL | GM 0513/551 | Meer afbeeldingen |
| Arbeiderswoning met een bouwlaag, bakstenen gevel, gevelbrede kroonlijst en een zadeldak (Gouda-Centrum) | ongeveer 1850                                     |                                    | Spieringstraat 45                                  | 52° 0' 37" NB, 4° 42' 48" OL | GM 0513/38  | Arbeiderswoning met een bouwlaag, bakstenen gevel, gevelbrede kroonlijst en een zadeldak (Gouda-Centrum) |
| Arbeiderswoning met een bouwlaag, bakstenen gevel, gevelbrede kroonlijst en een zadeldak. Samen met nummer 45 is het een gebouw (Gouda-Centrum) | ongeveer 1850                                     |                                    | Spieringstraat 47                                  | 52° 0' 37" NB, 4° 42' 48" OL | GM 0513/39  | Arbeiderswoning met een bouwlaag, bakstenen gevel, gevelbrede kroonlijst en een zadeldak. Samen met nummer 45 is het een gebouw (Gouda-Centrum) |
| Woonhuis met drie bouwlagen, uiterst rechts is een gevelopening dichtgemetseld, bakstenen afgeknotte klokgevel met rollaag en kroonlijst en een mansardedak (Gouda-Centrum) | 1875-1900                                         |                                    | Spieringstraat 49-51                               | 52° 0' 36" NB, 4° 42' 48" OL | GM 0513/607 | Woonhuis met drie bouwlagen, uiterst rechts is een gevelopening dichtgemetseld, bakstenen afgeknotte klokgevel met rollaag en kroonlijst en een mansardedak (Gouda-Centrum) |
| Winkel/woonhuis met drie bouwlagen, wit gepleisterde voorgevel, pui met vier pilasters, afgeknotte topgevel, bakgoot op klossen en een mansardedak (Gouda-Centrum) | ongeveer 1900                                     |                                    | Spieringstraat 53                                  | 52° 0' 36" NB, 4° 42' 48" OL | GM 0513/577 | Winkel/woonhuis met drie bouwlagen, wit gepleisterde voorgevel, pui met vier pilasters, afgeknotte topgevel, bakgoot op klossen en een mansardedak (Gouda-Centrum) |
| Woonhuis met twee bouwlagen, bakstenen klokgevel, geprofileerde kroonlijst en een zadeldak. (Gouda-Centrum) - Opmerking: De GM beschrijving klopt niet met het uiterlijk van de woning. | 1850-1900                                         |                                    | Spieringstraat 59                                  | 52° 0' 36" NB, 4° 42' 48" OL | GM 0513/110 | Woonhuis met twee bouwlagen, bakstenen klokgevel, geprofileerde kroonlijst en een zadeldak. (Gouda-Centrum) * Opmerking: De GM beschrijving klopt niet met het uiterlijk van de woning. |
| Winkel/woonhuis met Jugendstil kenmerken, drie bouwlagen, rode bakstenen gevel en een zadeldak (Gouda-Centrum) | 1903                                              | C.W. den Hoed                      | Spieringstraat 61-63                               | 52° 0' 35" NB, 4° 42' 48" OL | GM 0513/578 | Winkel/woonhuis met Jugendstil kenmerken, drie bouwlagen, rode bakstenen gevel en een zadeldak (Gouda-Centrum) |
| Winkel/woonhuis met drie bouwlagen, gepleisterde tuitgevel en een zadeldak (Gouda-Centrum) | 1700                                              |                                    | Spieringstraat 65-65a                              | 52° 0' 35" NB, 4° 42' 48" OL | GM 0513/579 | Winkel/woonhuis met drie bouwlagen, gepleisterde tuitgevel en een zadeldak (Gouda-Centrum) |
| Woonhuis met drie bouwlagen, bakstenen klokgevel, gepleisterde pui, glas-in-loodbovenramen en een zadeldak (Gouda-Centrum) | 1800, pui uit 1900                                |                                    | Spieringstraat 67                                  | 52° 0' 35" NB, 4° 42' 48" OL | GM 0513/580 | Woonhuis met drie bouwlagen, bakstenen klokgevel, gepleisterde pui, glas-in-loodbovenramen en een zadeldak (Gouda-Centrum) |
| Twee woonhuizen en een bedrijfsruimte met bovenwoning (Gouda-Centrum) |                                                   |                                    | Spieringstraat 79,81,83,83a                        | 52° 0' 35" NB, 4° 42' 48" OL | GM 0513/581 | Meer afbeeldingen |
| Bedrijfsruimte met bovenwoning (Gouda-Centrum) | ongeveer 1700                                     |                                    | Spieringstraat 91-93                               | 52° 0' 34" NB, 4° 42' 49" OL | GM 0513/60  | Bedrijfsruimte met bovenwoning (Gouda-Centrum) |
| Bedrijfsruimte met bovenwoning, drie bouwlagen, bakstenen gevel en een zadeldak. (Gouda-Centrum) - Opmerking: De GM beschrijving komt niet overeen met het uiterlijk van het pand. | ongeveer 1900                                     |                                    | Spieringstraat 95                                  | 52° 0' 34" NB, 4° 42' 49" OL | GM 0513/61  | Bedrijfsruimte met bovenwoning, drie bouwlagen, bakstenen gevel en een zadeldak. (Gouda-Centrum) * Opmerking: De GM beschrijving komt niet overeen met het uiterlijk van het pand. |
| Voormalig schoolgebouw, oorspronkelijk een koetshuis met stal (Gouda-Centrum) | Ongeveer 1906                                     |                                    | Spieringstraat 113                                 | 52° 0' 32" NB, 4° 42' 50" OL | GM 0513/582 | Voormalig schoolgebouw, oorspronkelijk een koetshuis met stal (Gouda-Centrum) |
| Pakhuis met bovenwoning, in gebruik als bedrijfsruimte met bovenwoning, met drie bouwlagen, bakstenen gevel met sierbanden, bovenramen met glas in lood, boogvelden met siermetselwerk, sluitstenen met diamantkoppen en een zadeldak (Gouda-Centrum) | 1903                                              |                                    | Spieringstraat 121                                 | 52° 0' 32" NB, 4° 42' 50" OL | GM 0513/608 | Pakhuis met bovenwoning, in gebruik als bedrijfsruimte met bovenwoning, met drie bouwlagen, bakstenen gevel met sierbanden, bovenramen met glas in lood, boogvelden met siermetselwerk, sluitstenen met diamantkoppen en een zadeldak (Gouda-Centrum) |
| Woonhuis met drie bouwlagen, bakstenen gevel, kroonlijst en een zadeldak (Gouda-Centrum) | 1800-1825                                         |                                    | Spieringstraat 145                                 | 52° 0' 30" NB, 4° 42' 51" OL | GM 0513/583 | Woonhuis met drie bouwlagen, bakstenen gevel, kroonlijst en een zadeldak (Gouda-Centrum) |
| Winkel/woonhuis in gebruik als woonhuis met drie bouwlagen, bakstenen gevel, pui met sierbanden van olijfgroene en aqua geglazuurde baksteen, puibalk met rozetvormige klinknagelornamenten, boogvelden met siermetselwerk, bakstenen tandlijst, bakgoot en een mansardedak (Gouda-Centrum) | 1916                                              |                                    | Spieringstraat 151-153                             | 52° 0' 30" NB, 4° 42' 51" OL | GM 0513/584 | Winkel/woonhuis in gebruik als woonhuis met drie bouwlagen, bakstenen gevel, pui met sierbanden van olijfgroene en aqua geglazuurde baksteen, puibalk met rozetvormige klinknagelornamenten, boogvelden met siermetselwerk, bakstenen tandlijst, bakgoot en een mansardedak (Gouda-Centrum) |
| Woonhuis, hoek Spieringstraat en de Vijverstraat, met drie bouwlagen, gepleisterde gevel met schijnvoegen en schijnstrekken, geprofileerde gootlijst, mansardedak en een zinken roevendak (Gouda-Centrum) | Ongeveer 1850 - 1875                              |                                    | Spieringstraat 161                                 | 52° 0' 29" NB, 4° 42' 51" OL | GM 0513/585 | Woonhuis, hoek Spieringstraat en de Vijverstraat, met drie bouwlagen, gepleisterde gevel met schijnvoegen en schijnstrekken, geprofileerde gootlijst, mansardedak en een zinken roevendak (Gouda-Centrum) |
| Winkel/woonhuis (Gouda-Centrum) | Ongeveer 1900                                     |                                    | Stoofsteeg 4                                       | 52° 0' 42" NB, 4° 42' 43" OL | 0513/410    | Winkel/woonhuis (Gouda-Centrum) |
| Horeca met bovenwoning, voormalig pakhuis (Gouda-Centrum) | Ongeveer 1900                                     |                                    | Stoofsteeg 5                                       | 52° 0' 43" NB, 4° 42' 43" OL | GM 0513/411 | Horeca met bovenwoning, voormalig pakhuis (Gouda-Centrum) |
| Pakhuis met bovenwoning (Gouda-Centrum) | Ongeveer 1875 - 1900                              |                                    | Stoofsteeg 7                                       | 52° 0' 43" NB, 4° 42' 43" OL | GM 0513/412 | Pakhuis met bovenwoning (Gouda-Centrum) |
| Winkel/woonhuis (Gouda-Centrum) | Ongeveer 1875 - 1900, pui uit 1900                |                                    | Stoofsteeg 8                                       | 52° 0' 42" NB, 4° 42' 43" OL | GM 0513/413 | Winkel/woonhuis (Gouda-Centrum) |
| Winkel, café/woonhuis (Gouda-Centrum) | Ongeveer 1850                                     |                                    | Stoofsteeg 10-12                                   | 52° 0' 43" NB, 4° 42' 43" OL | GM 0513/414 | Winkel, café/woonhuis (Gouda-Centrum) |
| Pakhuis met bovenwoning (Gouda-Centrum) | Ongeveer 1850 - 1875                              |                                    | Stoofsteeg 11                                      |                              | GM 0513/415 | Pakhuis met bovenwoning (Gouda-Centrum) |
| Dubbel winkel/woonhuis (Gouda-Centrum) | 1872                                              |                                    | Stoofsteeg 18-20-22                                | 52° 0' 43" NB, 4° 42' 44" OL | GM 0513/416 | Dubbel winkel/woonhuis (Gouda-Centrum) |
| Winkel/woonhuis, voormalige werkplaats met woonhuis (Gouda-Centrum) | 1913                                              |                                    | Stoofsteeg 19-21                                   | 52° 0' 43" NB, 4° 42' 44" OL | GM 0513/418 | Meer afbeeldingen |
| Woonhuisje met gele bakstenen klokgevel en een zadeldak (Gouda-Centrum) | 1800-1850                                         |                                    | Tuinstraat 5                                       | 52° 0' 33" NB, 4° 42' 53" OL | GM 0513/726 | Woonhuisje met gele bakstenen klokgevel en een zadeldak (Gouda-Centrum) |
| Drie kleine arbeiderswoningen met klokgevels, in gebruik als pakhuisjes (Gouda-Centrum) |                                                   |                                    | Tuinstraat 10, 12, 14                              | 52° 0' 33" NB, 4° 42' 52" OL | GM 0513/35  | Drie kleine arbeiderswoningen met klokgevels, in gebruik als pakhuisjes (Gouda-Centrum) |
| Bedrijfsruimte/woonhuis met gepleisterde lijstgevels met schijnvoegen en -strekken en een plat dak (Gouda-Centrum) | oude kern, verbouwing in 1933 en 1942             |                                    | Tuinstraat 46-46a-48 & Hoefsteeg 16-18             | 52° 0' 30" NB, 4° 42' 53" OL | GM 0513/660 | Bedrijfsruimte/woonhuis met gepleisterde lijstgevels met schijnvoegen en -strekken en een plat dak (Gouda-Centrum) |
| Bedrijfsruimte met twee bovenwoningen met gepleisterde lijstgevel met schijnvoegen en -strekken en een mansardedak (Gouda-Centrum) | 1800-1825                                         |                                    | Tuinstraat 50-52-54                                | 52° 0' 30" NB, 4° 42' 53" OL | GM 0513/661 | Bedrijfsruimte met twee bovenwoningen met gepleisterde lijstgevel met schijnvoegen en -strekken en een mansardedak (Gouda-Centrum) |
| Bedrijfsruimte en woonhuis (Gouda-Centrum) |                                                   |                                    | Turfmarkt 1 & Naaierstraat 26a                     | 52° 0' 44" NB, 4° 42' 32" OL | GM 0513/14  | Bedrijfsruimte en woonhuis (Gouda-Centrum) |
| Woonhuis met licht gebogen zadeldak en een ingekorte gepleisterde klokgevel (Gouda-Centrum) | ongeveer 1900                                     |                                    | Turfmarkt 7                                        | 52° 0' 44" NB, 4° 42' 31" OL | GM 0513/15  | Woonhuis met licht gebogen zadeldak en een ingekorte gepleisterde klokgevel (Gouda-Centrum) |
| Herenhuis in Neorenaissancestijl (Gouda-Centrum) | ongeveer 1875-1900                                |                                    | Turfmarkt 10                                       | 52° 0' 46" NB, 4° 42' 34" OL | GM 0513/26  | Herenhuis in Neorenaissancestijl (Gouda-Centrum) |
| Grachtenhuis met garage en bovenwoning, pui in Neorenaissancestijl en een zadeldak (Gouda-Centrum) | 1875-1900                                         |                                    | Turfmarkt 13                                       | 52° 0' 43" NB, 4° 42' 31" OL | GM 0513/16  | Grachtenhuis met garage en bovenwoning, pui in Neorenaissancestijl en een zadeldak (Gouda-Centrum) |
| Woonhuis met wit gepleisterde lijstgevel en een mansardedak (Gouda-Centrum) | Ongeveer 1880                                     |                                    | Turfmarkt 17                                       | 52° 0' 43" NB, 4° 42' 30" OL | GM 0513/17  | Woonhuis met wit gepleisterde lijstgevel en een mansardedak (Gouda-Centrum) |
| Winkel/woonhuis met bakstenen ingezwenkte lijstgevel, geprofileerde kroonlijst en een zadeldak (Gouda-Centrum) | Ongeveer 1900                                     |                                    | Turfmarkt 18                                       | 52° 0' 46" NB, 4° 42' 33" OL | GM 0513/23  | Winkel/woonhuis met bakstenen ingezwenkte lijstgevel, geprofileerde kroonlijst en een zadeldak (Gouda-Centrum) |
| Woonhuis met lijstgevel, vooruitstekende kroonlijst, goot gesteund door drie consoles en een schilddak (Gouda-Centrum) | 1900                                              |                                    | Turfmarkt 19                                       | 52° 0' 43" NB, 4° 42' 30" OL | GM 0513/18  | Woonhuis met lijstgevel, vooruitstekende kroonlijst, goot gesteund door drie consoles en een schilddak (Gouda-Centrum) |
| Herenhuis in Neorenaissancestijl (Gouda-Centrum) | 19000                                             |                                    | Turfmarkt 20                                       | 52° 0' 46" NB, 4° 42' 33" OL | GM 0513/24  | Herenhuis in Neorenaissancestijl (Gouda-Centrum) |
| Woonhuis (Gouda-Centrum) | Ongeveer 1875 - 1900                              |                                    | Turfmarkt 22                                       | 52° 0' 46" NB, 4° 42' 33" OL | GM 0513/25  | Woonhuis (Gouda-Centrum) |
| Winkel/woonhuis met bakstenen ingezwenkte lijstgevel, geprofileerde kroonlijst en een zadeldak (Gouda-Centrum) | ongeveer 1800-1850                                |                                    | Turfmarkt 24-26                                    | 52° 0' 46" NB, 4° 42' 33" OL | GM 0513/27  | Winkel/woonhuis met bakstenen ingezwenkte lijstgevel, geprofileerde kroonlijst en een zadeldak (Gouda-Centrum) |
| Woonhuis met bakstenen lijstgevel, kroonlijst met drie consoles en een schilddak (Gouda-Centrum) | 1875-1900                                         |                                    | Turfmarkt 25                                       | 52° 0' 43" NB, 4° 42' 29" OL | GM 0513/19  | Woonhuis met bakstenen lijstgevel, kroonlijst met drie consoles en een schilddak (Gouda-Centrum) |
| Woonhuis (Gouda-Centrum) |                                                   |                                    | Turfmarkt 27-29                                    | 52° 0' 43" NB, 4° 42' 29" OL | GM 0513/20  | Woonhuis (Gouda-Centrum) |
| Woonhuis bestaande uit een voor-, midden- en achterhuis met Lodewijk XVl stijlkenmerken (Gouda-Centrum) |                                                   |                                    | Turfmarkt 28 & Slapperdel 8a                       | 52° 0' 45" NB, 4° 42' 32" OL | GM 0513/12  | Woonhuis bestaande uit een voor-, midden- en achterhuis met Lodewijk XVl stijlkenmerken (Gouda-Centrum) |
| Bedrijfsruimte met bovenwoning (Gouda-Centrum) | 1882                                              |                                    | Turfmarkt 31-33                                    | 52° 0' 43" NB, 4° 42' 29" OL | GM 0513/21  | Bedrijfsruimte met bovenwoning (Gouda-Centrum) |
| Beneden- en bovenwoning (Gouda-Centrum) | 1911                                              |                                    | Turfmarkt 35-37                                    | 52° 0' 43" NB, 4° 42' 29" OL | GM 0513/22  | Beneden- en bovenwoning (Gouda-Centrum) |
| Woonhuis, bakstenen voorgevel met hardstenen plint, kroonlijst en een zadeldak (Gouda-Centrum) | Ongeveer 1850 - 1875                              |                                    | Turfmarkt 36                                       | 52° 0' 45" NB, 4° 42' 31" OL | GM 0513/53  | Woonhuis, bakstenen voorgevel met hardstenen plint, kroonlijst en een zadeldak (Gouda-Centrum) |
| Woonhuis (Gouda-Centrum) | ongeveer 1800-1825                                |                                    | Turfmarkt 39-39a                                   | 52° 0' 43" NB, 4° 42' 29" OL | GM 0513/333 | Woonhuis (Gouda-Centrum) |
| Woonhuis (Gouda-Centrum) | 1700, gevel uit 1900                              |                                    | Turfmarkt 40                                       | 52° 0' 45" NB, 4° 42' 31" OL | GM 0513/54  | Woonhuis (Gouda-Centrum) |
| Woonhuis (Gouda-Centrum) | 0ngeveer 1700                                     |                                    | Turfmarkt 43                                       | 52° 0' 42" NB, 4° 42' 28" OL | GM 0513/29  | Woonhuis (Gouda-Centrum) |
| Woonhuis (Gouda-Centrum) |                                                   |                                    | Turfmarkt 45                                       | 52° 0' 42" NB, 4° 42' 28" OL | GM 0513/30  | Woonhuis (Gouda-Centrum) |
| Woonhuis (Gouda-Centrum) |                                                   |                                    | Turfmarkt 47                                       | 52° 0' 42" NB, 4° 42' 28" OL | GM 0513/31  | Woonhuis (Gouda-Centrum) |
| Woonhuis met bakstenen lijstgevel en bakstenen speklagen, hoofdgestel met bakstenen topgevel en een plat dak met dakschilden (Gouda-Centrum) | 1903                                              |                                    | Turfmarkt 52                                       | 52° 0' 44" NB, 4° 42' 30" OL | GM 0513/334 | Woonhuis met bakstenen lijstgevel en bakstenen speklagen, hoofdgestel met bakstenen topgevel en een plat dak met dakschilden (Gouda-Centrum) |
| Woonhuis in Vlaamse Neorenaissance stijl (Gouda-Centrum) |                                                   |                                    | Turfmarkt 55-57                                    | 52° 0' 42" NB, 4° 42' 27" OL | GM 0513/49  | Woonhuis in Vlaamse Neorenaissance stijl (Gouda-Centrum) |
| Woonhuis (Gouda-Centrum) | 1700-1750                                         |                                    | Turfmarkt 59                                       | 52° 0' 42" NB, 4° 42' 27" OL | GM 0513/46  | Woonhuis (Gouda-Centrum) |
| Bedrijfsruimte met bovenwoning (Gouda-Centrum) |                                                   |                                    | Turfmarkt 63                                       | 52° 0' 41" NB, 4° 42' 26" OL | GM 0513/47  | Bedrijfsruimte met bovenwoning (Gouda-Centrum) |
| Woonhuis met Jugendstil decoraties (Gouda-Centrum) | 1700, gevel uit 1900                              |                                    | Turfmarkt 69-69a                                   | 52° 0' 41" NB, 4° 42' 26" OL | GM 0513/50  | Woonhuis met Jugendstil decoraties (Gouda-Centrum) |
| Dubbel woonhuis (Gouda-Centrum) | Ongeveer 1900                                     |                                    | Turfmarkt 73-75                                    | 52° 0' 41" NB, 4° 42' 26" OL | GM 0513/335 | Dubbel woonhuis (Gouda-Centrum) |
| Woonhuis (Gouda-Centrum) | ongeveer 1700                                     |                                    | Turfmarkt 77-79                                    | 52° 0' 41" NB, 4° 42' 25" OL | GM 0513/51  | Woonhuis (Gouda-Centrum) |
| Garage met bovenwoning, witgepleisterde lijstgevel met schijnvoegen, vooruitstekende kroonlijst en een schilddak met hoekkepers belegd met lood (Gouda-Centrum) | 1700                                              |                                    | Turfmarkt 83                                       | 52° 0' 41" NB, 4° 42' 25" OL | GM 0513/62  | Garage met bovenwoning, witgepleisterde lijstgevel met schijnvoegen, vooruitstekende kroonlijst en een schilddak met hoekkepers belegd met lood (Gouda-Centrum) |
| Woonhuis (Gouda-Centrum) | Ongeveer 1870 - 1880                              |                                    | Turfmarkt 84-86                                    | 52° 0' 43" NB, 4° 42' 27" OL | GM 0513/64  | Woonhuis (Gouda-Centrum) |
| Woonhuis bakstenen lijstgevel, hoofdgestel met een hoog fries, dakkapel met kleine wangen en een vierzijdige mansardedak (Gouda-Centrum) |                                                   |                                    | Turfmarkt 94                                       | 52° 0' 42" NB, 4° 42' 26" OL | GM 0513/101 | Woonhuis bakstenen lijstgevel, hoofdgestel met een hoog fries, dakkapel met kleine wangen en een vierzijdige mansardedak (Gouda-Centrum) |
| Woonhuis (Gouda-Centrum) | 1900                                              |                                    | Turfmarkt 96-98                                    | 52° 0' 42" NB, 4° 42' 26" OL | GM 0513/65  | Woonhuis (Gouda-Centrum) |
| Winkel/woonhuis met bakstenen tuitgevel, pui met Jugendstil kenmerken en een mansardedak (Gouda-Centrum) | Ongeveer 1900                                     |                                    | Turfmarkt 100                                      | 52° 0' 42" NB, 4° 42' 26" OL | GM 0513/332 | Winkel/woonhuis met bakstenen tuitgevel, pui met Jugendstil kenmerken en een mansardedak (Gouda-Centrum) |
| Voormalige drukkerij en uitgeverij Koch & Knuttel. Van de voormalige drukkerij en uitgeverij zijn alleen nog twee woningen over, de nummers 106 en het pand ernaast 104 welke een rijksmonument is. Het pand 106 heeft een voorgevel uit 1895 in sobere neorenaissance stijl. De natuurstenen pui dateert uit 1911. bron: Informatiebord van de ANWB (Gouda-Centrum) | 1895 - 1911                                       |                                    | Turfmarkt 106                                      | 52° 0' 42" NB, 4° 42' 25" OL | 0513/108    | Voormalige drukkerij en uitgeverij Koch & Knuttel. Van de voormalige drukkerij en uitgeverij zijn alleen nog twee woningen over, de nummers 106 en het pand ernaast 104 welke een rijksmonument is. Het pand 106 heeft een voorgevel uit 1895 in sobere neorenaissance stijl. De natuurstenen pui dateert uit 1911. bron: Informatiebord van de ANWB (Gouda-Centrum)                                                     |
| Woonhuis. (Gouda-Centrum) - Opmerking: De GM beschrijving komt niet overeen met het pand nummer 108 |                                                   |                                    | Turfmarkt 108                                      | 52° 0' 42" NB, 4° 42' 25" OL | GM 0513/109 | Woonhuis. (Gouda-Centrum) * Opmerking: De GM beschrijving komt niet overeen met het pand nummer 108 |
| Woonhuis met bakstenen gevel, speklagen, boogvelden met siermetselwerk, geveltop met bakstenen fries en blinde nissen en een mansardedak (Gouda-Centrum) | 1911                                              |                                    | Turfmarkt 114                                      | 52° 0' 41" NB, 4° 42' 24" OL | GM 0513/228 | Woonhuis met bakstenen gevel, speklagen, boogvelden met siermetselwerk, geveltop met bakstenen fries en blinde nissen en een mansardedak (Gouda-Centrum) |
| Voormalig pakhuis met bovenwoning (Gouda-Centrum) |                                                   |                                    | Turfmarkt 121                                      | 52° 0' 40" NB, 4° 42' 23" OL | GM 0513/63  | Voormalig pakhuis met bovenwoning (Gouda-Centrum) |
| Woonhuis met bakstenen lijstgevel in Hollandse NeoRenaissance stijl, diamantkoppen in de boogvelden, kroonlijst met zeven consoles, dakkapel met driehoekig fronton en een schilddak (Gouda-Centrum) | 1898                                              |                                    | Turfmarkt 124                                      | 52° 0' 41" NB, 4° 42' 23" OL | GM 0513/103 | Woonhuis met bakstenen lijstgevel in Hollandse NeoRenaissance stijl, diamantkoppen in de boogvelden, kroonlijst met zeven consoles, dakkapel met driehoekig fronton en een schilddak (Gouda-Centrum) |
| Woonhuis (Gouda-Centrum) |                                                   |                                    | Turfmarkt 130-132                                  | 52° 0' 41" NB, 4° 42' 23" OL | GM 0513/66  | Woonhuis (Gouda-Centrum) |
| Woonhuis met gepleisterde ingekorte klokgevel en een zadeldak (Gouda-Centrum) |                                                   |                                    | Turfmarkt 134                                      | 52° 0' 41" NB, 4° 42' 22" OL | GM 0513/67  | Woonhuis met gepleisterde ingekorte klokgevel en een zadeldak (Gouda-Centrum) |
| Pakhuis/woonhuis met wit gepleisterde verkorte ingezwenkte klokgevel en een zadeldak (Gouda-Centrum) | 1800-1850                                         |                                    | Turfmarkt 136                                      | 52° 0' 40" NB, 4° 42' 22" OL | GM 0513/71  | Pakhuis/woonhuis met wit gepleisterde verkorte ingezwenkte klokgevel en een zadeldak (Gouda-Centrum) |
| Woonhuis met wit gepleisterde lijstgevel, een gepleisterd kuifstuk met Neoclassicistische- en barokelementen en een zadeldak (Gouda-Centrum) |                                                   |                                    | Turfmarkt 140                                      | 52° 0' 40" NB, 4° 42' 22" OL | GM 0513/72  | Meer afbeeldingen |
| Mallegatsluis schutsluis, (Gouda-Centrum) | Ongeveer 1941 - 1943                              |                                    | Veerstal Mallegatsluis                             |                              | GM 0513/8   | Meer afbeeldingen |
| Bedrijfsruimte met bovenwoning (Gouda-Centrum) | 1900                                              |                                    | Veerstal 2                                         | 52° 0' 26" NB, 4° 42' 47" OL | GM 0513/130 | Bedrijfsruimte met bovenwoning (Gouda-Centrum) |
| Dubbel woonhuis (Gouda-Centrum) | 1700                                              |                                    | Veerstal 6                                         | 52° 0' 26" NB, 4° 42' 47" OL | GM 0513/131 | Dubbel woonhuis (Gouda-Centrum) |
| Woonhuis met bakstenen lijstgevel, gepleisterde pui en een zadeldak (Gouda-Centrum) |                                                   |                                    | Veerstal 10                                        | 52° 0' 26" NB, 4° 42' 46" OL | GM 0513/132 | Woonhuis met bakstenen lijstgevel, gepleisterde pui en een zadeldak (Gouda-Centrum) |
| Woonhuis 't Schippershuijs met ingekorte gepleisterde halsgevel, schijnvoegen en een schilddak. (Gouda-Centrum) - Opmerking: De GM url beschrijving komt niet overeen met het pand nummer 12 | 1700                                              |                                    | Veerstal 12                                        | 52° 0' 26" NB, 4° 42' 46" OL | GM 0513/133 | Woonhuis 't Schippershuijs met ingekorte gepleisterde halsgevel, schijnvoegen en een schilddak. (Gouda-Centrum) * Opmerking: De GM url beschrijving komt niet overeen met het pand nummer 12 |
| Woonhuis de gouwe waege met gepleisterde gevel en schijnvoegen en een schilddak. (Gouda-Centrum) - Opmerking: De GM url beschrijving komt niet overeen met het pand nummer 14 | 1700                                              |                                    | Veerstal 14                                        | 52° 0' 26" NB, 4° 42' 46" OL | GM 0513/134 | Woonhuis de gouwe waege met gepleisterde gevel en schijnvoegen en een schilddak. (Gouda-Centrum) * Opmerking: De GM url beschrijving komt niet overeen met het pand nummer 14 |
| Bedrijfsruimte/woonhuis (Gouda-Centrum) | 1898                                              |                                    | Veerstal 16-18 & Peperstraat 75,77,79              | 52° 0' 26" NB, 4° 42' 45" OL | GM 0513/135 | Meer afbeeldingen |
| Horeca met bovenwoning, hoek Veerstal/Peperstraat, drie bouwlagen, met wit gepleisterde lijstgevel met schijnvoegen, houten pui, kroonlijst en mansardedak. Een stenen trapje aan de Peperstraat geeft toegang tot de kelder. (Gouda-Centrum) | 1800                                              |                                    | Veerstal 20                                        | 52° 0' 26" NB, 4° 42' 45" OL | GM 0513/68  | Horeca met bovenwoning, hoek Veerstal/Peperstraat, drie bouwlagen, met wit gepleisterde lijstgevel met schijnvoegen, houten pui, kroonlijst en mansardedak. Een stenen trapje aan de Peperstraat geeft toegang tot de kelder. (Gouda-Centrum) |
| Bedrijfsruimte/Woonhuis met gepleisterde klokgevel met schijnvoegen en -strekken, hardstenen borstwering, kozijnen met acht tot twintig ruitjes, topgevel met gestucte band en geprofileerde kroonlijst en een zadeldak (Gouda-Centrum) | 1800-1900                                         |                                    | Veerstal 22                                        | 52° 0' 26" NB, 4° 42' 45" OL | GM 0513/695 | Bedrijfsruimte/Woonhuis met gepleisterde klokgevel met schijnvoegen en -strekken, hardstenen borstwering, kozijnen met acht tot twintig ruitjes, topgevel met gestucte band en geprofileerde kroonlijst en een zadeldak (Gouda-Centrum) |
| Winkel/woonhuis met Amsterdamse School kenmerken, hoge bakstenen gevel, pui met twee pilasters, de bovenlichten van de verdiepingen met glas in lood, de gevel heeft bovenaan uitgemetselde penanten en verticaal siermetselwerk en een mansardedak (Gouda-Centrum) | 1925-1927                                         |                                    | Veerstal 30                                        | 52° 0' 25" NB, 4° 42' 44" OL | GM 0513/696 | Winkel/woonhuis met Amsterdamse School kenmerken, hoge bakstenen gevel, pui met twee pilasters, de bovenlichten van de verdiepingen met glas in lood, de gevel heeft bovenaan uitgemetselde penanten en verticaal siermetselwerk en een mansardedak (Gouda-Centrum) |
| Winkel/ woonhuis in Neoclassicistische stijl (Gouda-Centrum) | ongeveer 1891, gewijzigd in 1953                  |                                    | Veerstal 32 & Bogen 67                             | 52° 0' 25" NB, 4° 42' 43" OL | GM 0513/676 | Meer afbeeldingen |
| Rotterdamse poort, gesloopt in 1851, restanten tijdens opgravingen gevonden in 1991 en daarna gedeeltelijk weer opgebouwd (Gouda-Centrum) | eerste aanleg rond 1350                           |                                    | Veerstal Rotterdamse poort                         |                              | GM 0513/199 | Meer afbeeldingen |
| Woonhuis, voormalig bedrijfspand in 1908 verbouwd tot Coöperatieve Graanmaalderij De Boerenbond (Gouda-Centrum) | 1899                                              |                                    | Vest 14, 14a, 14b & 16, 16a & 16b,                 | 52° 0' 31" NB, 4° 42' 19" OL | GM 0513/653 | Meer afbeeldingen |
| Drie woonhuizen in Neorenaissance stijl (Gouda-Centrum) | Ongeveer 1910                                     |                                    | Vest 23-25-27                                      | 52° 0' 31" NB, 4° 42' 20" OL | GM 0513/727 | Drie woonhuizen in Neorenaissance stijl (Gouda-Centrum) |
| Bedrijfspand, voormalige branderij (Gouda-Centrum) | 1875                                              |                                    | Vest 57                                            | 52° 0' 30" NB, 4° 42' 23" OL | GM 0513/654 | Meer afbeeldingen |
| Bedrijfsruimte met bovenwoning (Gouda-Centrum) | Ongeveer 1900                                     |                                    | Vest 79, 79a                                       | 52° 0' 27" NB, 4° 42' 31" OL | GM 0513/177 | Bedrijfsruimte met bovenwoning (Gouda-Centrum) |
| Zes arbeiders huisjes. Van 1936 tot 1998 was hier het Plateelfabriekje "Unicum" van vader en zoon Sibbes gevestigd. (Gouda-Centrum) | 1866                                              |                                    | Vest 81 t/m 81e                                    | 52° 0' 27" NB, 4° 42' 31" OL | GM 0513/873 | Zes arbeiders huisjes. Van 1936 tot 1998 was hier het Plateelfabriekje "Unicum" van vader en zoon Sibbes gevestigd. (Gouda-Centrum) |
| Woonhuis, de achtergevel bestaat gedeeltelijk uit de middeleeuwse stadsmuur (Gouda-Centrum) | Ongeveer 1900                                     |                                    | Vest 158                                           | 52° 0' 27" NB, 4° 42' 29" OL | GM 0513/222 | Woonhuis, de achtergevel bestaat gedeeltelijk uit de middeleeuwse stadsmuur (Gouda-Centrum) |
| Bedrijfsruimte met bovenwoning met drie bouwlagen, bakstenen gevel, tuitgevel, gestucte pui, kozijn met gebogen bovendorpel en dubbele pakhuisdeuren, mansardedak. Aan de achtergevel is tot de eerste verdieping nog een deel van de stadsmuur te zien. (Gouda-Centrum) | Ongeveer 1900                                     |                                    | Vest 160                                           | 52° 0' 27" NB, 4° 42' 29" OL | GM 0513/223 | Bedrijfsruimte met bovenwoning met drie bouwlagen, bakstenen gevel, tuitgevel, gestucte pui, kozijn met gebogen bovendorpel en dubbele pakhuisdeuren, mansardedak. Aan de achtergevel is tot de eerste verdieping nog een deel van de stadsmuur te zien. (Gouda-Centrum) |
| Bedrijfsruimte met bovenwoning met drie bouwlagen, gebroken topgevel, gestucte pui, dubbele pakhuisdeuren, mansardedak. Aan de achtergevel is tot de eerste verdieping een deel van de middeleeuwse stadsmuur te zien, (Gouda-Centrum) | Ongeveer 1900                                     |                                    | Vest 162                                           | 52° 0' 27" NB, 4° 42' 30" OL | GM 0513/224 | Bedrijfsruimte met bovenwoning met drie bouwlagen, gebroken topgevel, gestucte pui, dubbele pakhuisdeuren, mansardedak. Aan de achtergevel is tot de eerste verdieping een deel van de middeleeuwse stadsmuur te zien, (Gouda-Centrum) |
| Woonhuis met twee bouwlagen, rode bakstenen lijstgevel, siermetselwerk in gele baksteen en mansardedak (Gouda-Centrum) | 1900                                              |                                    | Vest 164                                           | 52° 0' 27" NB, 4° 42' 30" OL | 0513/225    | Woonhuis met twee bouwlagen, rode bakstenen lijstgevel, siermetselwerk in gele baksteen en mansardedak (Gouda-Centrum) |
| Woonhuis, aan de linker zijgevel is tot de eerste verdieping, de middeleeuwse stadsmuur met steunberen nog aanwezig (Gouda-Centrum) | Ongeveer 1900                                     |                                    | Vest 166                                           | 52° 0' 27" NB, 4° 42' 30" OL | GM 0513/226 | Woonhuis, aan de linker zijgevel is tot de eerste verdieping, de middeleeuwse stadsmuur met steunberen nog aanwezig (Gouda-Centrum) |
| Vest 202-206. Voormalige IJsfabriek Willem Barendsz. Karakteristiek aan dit vroeg industriële gebouw zijn het platte dak, de uitgemetselde penanten, het fries, de rondbogen en de bekroningen in art-decostijl. Bron: Informatiebord van de ANWB (Gouda-Centrum) | 1911                                              |                                    | Vest 202                                           | 52° 0' 26" NB, 4° 42' 32" OL | GM 0513/655 | Meer afbeeldingen |
| Vest 262 - 264, a, b, Voormalige kaaspakhuizen J. de Zwet en Zonen. Twee bijna identieke kaaspakhuizen met uitzondering van de dakvorm. Het eerste is gebouwd in 1898, het tweede in 1912 door architect J. Nederhorst uit Gouda. De gevels zijn afgewerkt met een kroonlijst en stucwerk. De ramen hebben luiken, er zijn tralies voor de ramen (tegen diefstal) en onder de ramen in de zijgevel zijn ventilatiegaten. De pakhuizen hebben zware vloeren, ondersteund door gietijzeren kolommen. Bron: Informatiebord van de ANWB (Gouda-Centrum) | 1898 en 1912                                      | J. Nederhorst                      | Vest 262                                           | 52° 0' 26" NB, 4° 42' 36" OL | GM 0513/656 | Meer afbeeldingen |
| Woonhuis met vier bouwlagen, bakstenen lijstgevel, pui met vier pilasters en een schilddak (Gouda-Centrum) | Ongeveer 1875 - 1900                              |                                    | Vest 268 & Bogen 4                                 | 52° 0' 26" NB, 4° 42' 37" OL | GM 0513/657 | Meer afbeeldingen |
| Twee beneden- en twee bovenwoningen met drie bouwlagen, bakstenen lijstgevel, gestucte speklagen, twee portieken, boogvelden met siermetselwerk, houten bakgoot, hoofdgestel onderbroken door bakstenen topgevels in Neorenaissancestijl en twee mansardedaken (Gouda-Centrum) | 1912                                              |                                    | Vijverstraat 4, 5, 6, 7                            | 52° 0' 29" NB, 4° 42' 52" OL | GM 0513/531 | Twee beneden- en twee bovenwoningen met drie bouwlagen, bakstenen lijstgevel, gestucte speklagen, twee portieken, boogvelden met siermetselwerk, houten bakgoot, hoofdgestel onderbroken door bakstenen topgevels in Neorenaissancestijl en twee mansardedaken (Gouda-Centrum) |
| Bedrijfsruimte met bovenwoning, bakstenen gevel met groen geglazuurde speklagen, deur in Neorenaissances stijl, bovenlichten met glas in lood, segmentbogen met acroterie en manshoofd, geveltop met geknikte zijkanten, gevelsteen met het jaartal 1899 en een zadeldak (Gouda-Centrum) | 1899                                              |                                    | Vijverstraat 8-9                                   | 52° 0' 29" NB, 4° 42' 53" OL | GM 0513/532 | Bedrijfsruimte met bovenwoning, bakstenen gevel met groen geglazuurde speklagen, deur in Neorenaissances stijl, bovenlichten met glas in lood, segmentbogen met acroterie en manshoofd, geveltop met geknikte zijkanten, gevelsteen met het jaartal 1899 en een zadeldak (Gouda-Centrum) |
| Woonhuis, bakstenen gevel, bovenlichten met glas in lood, kroonlijst met guttae en aan twee kanten voorzien van gedecoreerde klauwstukken op schouderstukken, zadeldak (Gouda-Centrum) | 1883                                              |                                    | Vijverstraat 13                                    | 52° 0' 29" NB, 4° 42' 53" OL | GM 0513/533 | Woonhuis, bakstenen gevel, bovenlichten met glas in lood, kroonlijst met guttae en aan twee kanten voorzien van gedecoreerde klauwstukken op schouderstukken, zadeldak (Gouda-Centrum) |
| Bedrijfsruimte met bovenwoning met drie bouwlagen, wit geverfde bakstenen voorgevel, gepleisterde zijgevel met schijnvoegen en -strekken, dubbele deuren in de voorgevel, segmentbogen met diamantkoppen, boogvelden met siertegels, kroonlijst, mansardedak, gevelsteen met de tekst: Eerste steen gelegd door C.G. van Leeuwen, 30CT. 1903, oud 11 jaar (Gouda-Centrum) | 1903                                              |                                    | Vijverstraat 14-15                                 | 52° 0' 29" NB, 4° 42' 54" OL | GM 0513/534 | Meer afbeeldingen |
| Vervallen pand met bakstenen gevel opgetrokken uit ijsselstenen en een zadeldak (Gouda-Centrum) | 1650-1700                                         |                                    | Vissteeg 1                                         |                              | GM 0513/319 | Vervallen pand met bakstenen gevel opgetrokken uit ijsselstenen en een zadeldak (Gouda-Centrum) |
| Woonhuis met twee bouwlagen, bakstenen gevel, onder- en bovenraam met elk acht ruitjes, zadeldak (Gouda-Centrum) | Ongeveer 1700                                     |                                    | Vissteeg 2                                         | 52° 0' 36" NB, 4° 42' 32" OL | GM 0513/320 | Woonhuis met twee bouwlagen, bakstenen gevel, onder- en bovenraam met elk acht ruitjes, zadeldak (Gouda-Centrum) |
| Woonhuis/opslagplaats met twee bouwlagen en een zadeldak uit ongeveer 1700 (gerestaureerd) (Gouda-Centrum) | Ongeveer 1700                                     |                                    | Vissteeg 6                                         | 52° 0' 37" NB, 4° 42' 31" OL | GM 0513/321 | Woonhuis/opslagplaats met twee bouwlagen en een zadeldak uit ongeveer 1700 (gerestaureerd) (Gouda-Centrum) |
| Woonhuis, twee bouwlagen met bakstenen, ingezwenkte, in rood bepleisterde lijstgevel, houten kroonlijst en een zadeldak. De voorgevel is rond 1920 verbouwd. (Gouda-Centrum) | ongeveer 1800                                     |                                    | Vlamingstraat 15                                   |                              | GM 0513/860 | Woonhuis, twee bouwlagen met bakstenen, ingezwenkte, in rood bepleisterde lijstgevel, houten kroonlijst en een zadeldak. De voorgevel is rond 1920 verbouwd. (Gouda-Centrum) |
| Winkel/woonhuis, twee bouwlagen, klokgevel, topgevel met drie sierankers, rollaag, kroonlijst en een zadeldak (Gouda-Centrum) | 1800                                              |                                    | Vlamingstraat 23                                   | 52° 0' 32" NB, 4° 42' 21" OL | GM 0513/519 | Winkel/woonhuis, twee bouwlagen, klokgevel, topgevel met drie sierankers, rollaag, kroonlijst en een zadeldak (Gouda-Centrum) |
| Winkel/woonhuis, twee bouwlagen, bakstenen afgeknotte tuitgevel, gestucte latei, topgevel met rollaag en kroonlijst en een sporenkap uit 1800 (Gouda-Centrum) | 1900                                              |                                    | Vlamingstraat 25                                   | 52° 0' 32" NB, 4° 42' 21" OL | GM 0513/520 | Winkel/woonhuis, twee bouwlagen, bakstenen afgeknotte tuitgevel, gestucte latei, topgevel met rollaag en kroonlijst en een sporenkap uit 1800 (Gouda-Centrum) |
| Dubbel woonhuis met twee bouwlagen, bakstenen lijstgevel, boogvelden met blauw-witte siertegels, kroonlijst op gedecoreerde consoles, twee dakkapellen met schouderstukken en frontonvormige daklijst en een plat dak met drie dakschilden (Gouda-Centrum) | Ongeveer 1897 - 1898                              | Hendrik Jan Nederhorst jr.         | Vrouwevestesteeg 14-16                             | 52° 0' 50" NB, 4° 42' 27" OL | GM 0513/651 | Dubbel woonhuis met twee bouwlagen, bakstenen lijstgevel, boogvelden met blauw-witte siertegels, kroonlijst op gedecoreerde consoles, twee dakkapellen met schouderstukken en frontonvormige daklijst en een plat dak met drie dakschilden (Gouda-Centrum) |
| Woonhuis, twee bouwlagen, bakstenen tuitgevel met drie rechthoekige pinakels met uitkragend sier-metselwerk beïnvloed door de Amsterdamse School stijl, mansardedak (Gouda-Centrum) | 1900                                              |                                    | Vrouwesteeg 25                                     | 52° 0' 47" NB, 4° 42' 30" OL | GM 0513/88  | Woonhuis, twee bouwlagen, bakstenen tuitgevel met drie rechthoekige pinakels met uitkragend sier-metselwerk beïnvloed door de Amsterdamse School stijl, mansardedak (Gouda-Centrum) |
| Woonhuis, rechts een deur met overdekte poort, afgeknotte klokgevel met zware vooruitstekende kroonlijst, vier schootankers en een zadeldak (Gouda-Centrum) | 1875-1900                                         |                                    | Vrouwesteeg 29                                     | 52° 0' 47" NB, 4° 42' 29" OL | GM 0513/89  | Woonhuis, rechts een deur met overdekte poort, afgeknotte klokgevel met zware vooruitstekende kroonlijst, vier schootankers en een zadeldak (Gouda-Centrum) |
| Woonhuis, twee bouwlagen, klokgevel, geveltop met rollaag, vooruitstekende hoofdgestel en een zadeldak (Gouda-Centrum) | 1875-1900                                         |                                    | Vrouwesteeg 35                                     | 52° 0' 48" NB, 4° 42' 29" OL | GM 0513/90  | Woonhuis, twee bouwlagen, klokgevel, geveltop met rollaag, vooruitstekende hoofdgestel en een zadeldak (Gouda-Centrum) |
| Woonhuis, twee bouwlagen, bakstenen lijstgevel, gepleisterde begane grond met imitatie blokwerk, waterlijst, zware kroonlijst en een verhoogd mansardedak (Gouda-Centrum) | 1900                                              |                                    | Vrouwesteeg 39                                     | 52° 0' 48" NB, 4° 42' 29" OL | GM 0513/69  | Woonhuis, twee bouwlagen, bakstenen lijstgevel, gepleisterde begane grond met imitatie blokwerk, waterlijst, zware kroonlijst en een verhoogd mansardedak (Gouda-Centrum) |
| Woonhuis met twee bouwlagen, rode bakstenen gevel met gele bakstenen speklagen, bovenramen met glas in lood, boogvelden met siertegels, boven in de gevel een omrande cirkelvormige opening, geveltop met uitgemetselde penant en een zadeldak (Gouda-Centrum) | 1907                                              |                                    | Walestraat 5                                       | 52° 0' 33" NB, 4° 42' 50" OL | GM 0513/425 | Woonhuis met twee bouwlagen, rode bakstenen gevel met gele bakstenen speklagen, bovenramen met glas in lood, boogvelden met siertegels, boven in de gevel een omrande cirkelvormige opening, geveltop met uitgemetselde penant en een zadeldak (Gouda-Centrum) |
| Winkel/woonhuis met twee bouwlagen, gestucte gevels met schijnvoegen en -strekken, klokgevel, topgevel met schouderstukken, zijgevel met bakgoot en een zadeldak (Gouda-Centrum) | 1800                                              |                                    | Walestraat 24/hoek Tuinstraat                      | 52° 0' 33" NB, 4° 42' 52" OL | GM 0513/426 | Winkel/woonhuis met twee bouwlagen, gestucte gevels met schijnvoegen en -strekken, klokgevel, topgevel met schouderstukken, zijgevel met bakgoot en een zadeldak (Gouda-Centrum) |
| Winkel/woonhuis met vier bouwlagen, gepleisterde gevel met schijnvoegen, kroonlijst met consoles, dakkapel in Neorenaissancestijl en een plat dak met dakschilden (Gouda-Centrum) | Ongeveer 1904-1905                                |                                    | Westhaven 2-3                                      | 52° 0' 36" NB, 4° 42' 37" OL | GM 0513/461 | Winkel/woonhuis met vier bouwlagen, gepleisterde gevel met schijnvoegen, kroonlijst met consoles, dakkapel in Neorenaissancestijl en een plat dak met dakschilden (Gouda-Centrum) |
| Kelder opgebouwd uit meerdere ruimtes, sommige met kruisgewelven, tongewelf en pilasters in het voormalig onderkomen van Het Blauwe Kruis, horecabedrijf van de Christelijke Beweging voor Drankbestrijding (CBD) nu horeca met bovenwoning (Gouda-Centrum) | ongeveer 1550-1625                                |                                    | Westhaven 4, 5, 5a (uitsluitend kelder)            | 52° 0' 36" NB, 4° 42' 37" OL | GM 0513/845 | Kelder opgebouwd uit meerdere ruimtes, sommige met kruisgewelven, tongewelf en pilasters in het voormalig onderkomen van Het Blauwe Kruis, horecabedrijf van de Christelijke Beweging voor Drankbestrijding (CBD) nu horeca met bovenwoning (Gouda-Centrum) |
| Woonhuis (Gouda-Centrum) | Ongeveer 1900                                     |                                    | Westhaven 16                                       | 52° 0' 35" NB, 4° 42' 39" OL | GM 0513/462 | Woonhuis (Gouda-Centrum) |
| Woonhuis, De Engel. Voormalige woonhuis van Maria Thins, schoonmoeder van de schilder Johannes Vermeer. In het Hofstedengeldregister van 1397 wordt dit pand al genoemd. Vanaf 1554 heeft het de naam "De Engel" (Gouda-Centrum) | 1357/ 1397                                        |                                    | Westhaven 17                                       | 52° 0' 35" NB, 4° 42' 40" OL | GM 0513/463 | Meer afbeeldingen |
| Woonhuis (Gouda-Centrum) | Ongeveer 1900                                     |                                    | Westhaven 18                                       | 52° 0' 35" NB, 4° 42' 40" OL | GM 0513/464 | Woonhuis (Gouda-Centrum) |
| Woonhuis (Gouda-Centrum) | ongeveer 1920                                     |                                    | Westhaven 21                                       | 52° 0' 34" NB, 4° 42' 40" OL | GM 0513/465 | Woonhuis (Gouda-Centrum) |
| Winkel/woonhuis met Eclectisch winkelpui - Opmerking: De GM beschrijving klopt niet met het uiterlijk van de woning. (Gouda-Centrum) | Winkelpui 1890                                    |                                    | Westhaven 22-23                                    | 52° 0' 34" NB, 4° 42' 40" OL | GM 0513/466 | Winkel/woonhuis met Eclectisch winkelpui * Opmerking: De GM beschrijving klopt niet met het uiterlijk van de woning. (Gouda-Centrum) |
| Het Dubbeld Ancker, dubbel woonhuis (Gouda-Centrum) | 1700                                              |                                    | Westhaven 24, 24a-h                                | 52° 0' 34" NB, 4° 42' 41" OL | GM 0513/467 | Meer afbeeldingen |
| Oorspronkelijk woonhuis, rond 1850-1900 verbouwd tot kapel met driezijdige sluiting (Gouda-Centrum) |                                                   |                                    | Westhaven 25                                       | 52° 0' 34" NB, 4° 42' 41" OL | GM 0513/468 | Oorspronkelijk woonhuis, rond 1850-1900 verbouwd tot kapel met driezijdige sluiting (Gouda-Centrum) |
| Woonhuis (Gouda-Centrum) | Ongeveer 1875 - 1900                              |                                    | Westhaven 30                                       | 52° 0' 33" NB, 4° 42' 42" OL | GM 0513/469 | Woonhuis (Gouda-Centrum) |
| Winkel/woonhuis, vier bouwlagen, bakstenen afgeknotte tuitgevel met rollaag en kroonlijst, pui met glas-in-loodramen in Amsterdamse school stijl en een zadeldak (Gouda-Centrum) | 1900, pui uit ongeveer 1930                       |                                    | Westhaven 31-32                                    | 52° 0' 32" NB, 4° 42' 42" OL | GM 0513/470 | Winkel/woonhuis, vier bouwlagen, bakstenen afgeknotte tuitgevel met rollaag en kroonlijst, pui met glas-in-loodramen in Amsterdamse school stijl en een zadeldak (Gouda-Centrum) |
| Theodorusstichting, (Gouda-Centrum) | 1907                                              |                                    | Westhaven 33, 33a & 29a                            | 52° 0' 32" NB, 4° 42' 42" OL | GM 0513/471 | Meer afbeeldingen |
| Winkel/woonhuis, vier bouwlagen, gestucte voorgevel, portiek betegeld met zwarte rechthoekige tegels, pui met bovenlichten in Amsterdamse School Stijl, hoofdgestel met consoles en velden, zadeldak met voorschild (Gouda-Centrum) | 1892, pui uit ongeveer 1930                       |                                    | Westhaven 35 & 35a-b,                              | 52° 0' 32" NB, 4° 42' 43" OL | GM 0513/486 | Winkel/woonhuis, vier bouwlagen, gestucte voorgevel, portiek betegeld met zwarte rechthoekige tegels, pui met bovenlichten in Amsterdamse School Stijl, hoofdgestel met consoles en velden, zadeldak met voorschild (Gouda-Centrum) |
| Winkel/woonhuis Bouwstijl: Jugendstil met drie bouwlagen, bakstenen tuitgevel, pui met penanten, boogveld met een Jugendstil tableau met plantmotief van Plateelbakkerij Zuid-Holland, bovenramen met glas in lood in de trant van de jugendstil en een zadeldak (Gouda-Centrum) | Ongeveer 1905                                     | Hendrik Jan Nederhorst (1871-1928) | Westhaven 38                                       | 52° 0' 31" NB, 4° 42' 43" OL | GM 0513/472 | Meer afbeeldingen |
| Drie rinketten, onderdelen van het Goudse systeem van waterbeheersing en riolering bestaande uit een gietijzeren mechaniek op de kade, een heugel (trekstang) en een schuif in de kadewand en een inlaat van de rioolbuis. (Gouda-Centrum) | 1900 of ouder                                     |                                    | Rinketten bij Westhaven 40 & 44 & bij Oosthaven 13 |                              | GM 0513/832 | Meer afbeeldingen |
| Winkel met bovenwoning. Drie bouwlagen, bakstenen gevel, pui met gedecoreerde penanten en reeks kleine rondbogen, twee portieken, bovenramen met glas in lood, segmentbogen van gele en rode baksteen, geveltop met gestucte rondboogfries, rechthoekige velden, daklijst en een mansardedak, Bouwstijl: Jugendstil (Gouda-Centrum) | Ongeveer 1914                                     |                                    | Westhaven 47-48                                    | 52° 0' 29" NB, 4° 42' 45" OL | GM 0513/473 | Winkel met bovenwoning. Drie bouwlagen, bakstenen gevel, pui met gedecoreerde penanten en reeks kleine rondbogen, twee portieken, bovenramen met glas in lood, segmentbogen van gele en rode baksteen, geveltop met gestucte rondboogfries, rechthoekige velden, daklijst en een mansardedak, Bouwstijl: Jugendstil (Gouda-Centrum)                                                                                      |
| Woonhuis (Gouda-Centrum) |                                                   |                                    | Westhaven 54                                       | 52° 0' 28" NB, 4° 42' 46" OL | GM 0513/474 | Woonhuis (Gouda-Centrum) |
| Beneden- en bovenwoning, vier bouwlagen, bakstenen gevel, bovenramen met glas in lood, bakstenen segmentbogen, topgevel met gestucte platen en schelpmotief in een cirkel, twee geprofileerde lijsten, fronton waardoor gestucte penant en smeedijzeren bekroning (Gouda-Centrum) | 1906                                              |                                    | Westhaven 59-60                                    | 52° 0' 28" NB, 4° 42' 46" OL | GM 0513/475 | Beneden- en bovenwoning, vier bouwlagen, bakstenen gevel, bovenramen met glas in lood, bakstenen segmentbogen, topgevel met gestucte platen en schelpmotief in een cirkel, twee geprofileerde lijsten, fronton waardoor gestucte penant en smeedijzeren bekroning (Gouda-Centrum) |
| Woonhuis, De Lastdrager, met drie bouwlagen, bakstenen lijstgevel, segmentbogen met gestucte sluitstenen, boogvelden met siertegels, kroonlijst met vier consoles en een mansardedak (Gouda-Centrum) | Ongeveer 1900                                     |                                    | Westhaven 61                                       | 52° 0' 27" NB, 4° 42' 47" OL | GM 0513/476 | Woonhuis, De Lastdrager, met drie bouwlagen, bakstenen lijstgevel, segmentbogen met gestucte sluitstenen, boogvelden met siertegels, kroonlijst met vier consoles en een mansardedak (Gouda-Centrum) |
| Woonhuis (Gouda-Centrum) |                                                   |                                    | Westhaven 66                                       | 52° 0' 26" NB, 4° 42' 48" OL | GM 0513/136 | Woonhuis (Gouda-Centrum) |
| Woonhuis (Gouda-Centrum) |                                                   |                                    | Westhaven 68                                       | 52° 0' 26" NB, 4° 42' 48" OL | GM 0513/137 | Woonhuis (Gouda-Centrum) |
| Havensluis, een keersluis met vloeddeuren tussen de Haven en de IJssel. In 1953 is de Haven afgesloten. Aan de Oosthaven kant een hardstenen bordes met hardstenen treden, een ijzeren handbediend draaimechanisme en een natuurstenen leeuw, afkomstig van de voormalige Veerstalpoort (Gouda-Centrum) | 1615                                              |                                    | Westhaven Havensluis                               |                              | GM 0513/200 | Meer afbeeldingen |
| Magazijn De Zon, bouwstijl:Jugendstil. Voormalig warenhuis van Vroom en Dreesman, in gebruik geweest als gokpaleis, in 2018 een bankgebouw (Gouda-Centrum) | ongeveer 1923                                     | Piet Buskens                       | Wijdstraat 1                                       | 52° 0' 38" NB, 4° 42' 37" OL | GM 0513/75  | Meer afbeeldingen |
| Winkel/woonhuis met bakstenen lijstgevel, speklagen, diamantkoppen, een fries met de tekst Anno 1506 en een plat dak (Gouda-Centrum) | Ongeveer 1890                                     |                                    | Wijdstraat 4 & Achter de Kerk 9i                   | 52° 0' 38" NB, 4° 42' 37" OL | GM 0513/289 | Winkel/woonhuis met bakstenen lijstgevel, speklagen, diamantkoppen, een fries met de tekst Anno 1506 en een plat dak (Gouda-Centrum) |
| Winkel/woonhuis met gepleisterde lijstgevel, bovenramen met glas-in-lood in de Art-deco stijl en een plat dak (Gouda-Centrum) | 1880                                              |                                    | Wijdstraat 6 & Achter de Kerk 9h                   | 52° 0' 38" NB, 4° 42' 37" OL | GM 0513/290 | Winkel/woonhuis met gepleisterde lijstgevel, bovenramen met glas-in-lood in de Art-deco stijl en een plat dak (Gouda-Centrum) |
| Winkel/woonhuis met afgeknotte bakstenen topgevel, bovenramen met glas-in-lood in art-decostijl, plat dak met dakschilden. (Gouda-Centrum) | 1750-1800                                         |                                    | Wijdstraat 8 & Achter de Kerk 9g                   | 52° 0' 38" NB, 4° 42' 37" OL | GM 0513/291 | Winkel/woonhuis met afgeknotte bakstenen topgevel, bovenramen met glas-in-lood in art-decostijl, plat dak met dakschilden. (Gouda-Centrum) |
| Winkel/woonhuis, drie bouwlagen, bakstenen lijstgevel, pui met pilasters en een hoofdgestel, geveltop met hoofdgestel met architraaf, fries, guttae en een kroonlijst op drie consoles (Gouda-Centrum) | 1889                                              |                                    | Wijdstraat 12 & Achter de Kerk 9e                  | 52° 0' 39" NB, 4° 42' 37" OL | GM 0513/292 | Winkel/woonhuis, drie bouwlagen, bakstenen lijstgevel, pui met pilasters en een hoofdgestel, geveltop met hoofdgestel met architraaf, fries, guttae en een kroonlijst op drie consoles (Gouda-Centrum) |
| Winkel/woonhuis met gepleisterde lijstgevel, kunststenen speklagen, bovenramen met glas-in-lood, hoofdgestel met gedecoreerd fries en een plat dak met dakschild aan de voorzijde. (Gouda-Centrum) | gevel uit 1890                                    |                                    | Wijdstraat 15                                      | 52° 0' 38" NB, 4° 42' 36" OL | GM 0513/293 | Winkel/woonhuis met gepleisterde lijstgevel, kunststenen speklagen, bovenramen met glas-in-lood, hoofdgestel met gedecoreerd fries en een plat dak met dakschild aan de voorzijde. (Gouda-Centrum) |
| Winkel/woonhuis met bakstenen gevel en speklagen, waterlijst, boogvelden met siermetselwerk en sluitstenen, hoofdgestel met bakstenen fries, kroonlijst en een plat dak. (Gouda-Centrum) | 1897-1898                                         |                                    | Wijdstraat 17 & 17a-b                              | 52° 0' 38" NB, 4° 42' 36" OL | GM 0513/294 | Winkel/woonhuis met bakstenen gevel en speklagen, waterlijst, boogvelden met siermetselwerk en sluitstenen, hoofdgestel met bakstenen fries, kroonlijst en een plat dak. (Gouda-Centrum) |
| Winkel/woonhuis in Neorenaissance stijl, drie bouwlagen, geveltop met hoofdgestel en bakstenen fries. Het hoofdgestel wordt in het midden doorbroken door een trapgevel met gedecoreerde klauwstukken. (Gouda-Centrum) | ongeveer 1900                                     |                                    | Wijdstraat 19                                      | 52° 0' 38" NB, 4° 42' 36" OL | GM 0513/295 | Winkel/woonhuis in Neorenaissance stijl, drie bouwlagen, geveltop met hoofdgestel en bakstenen fries. Het hoofdgestel wordt in het midden doorbroken door een trapgevel met gedecoreerde klauwstukken. (Gouda-Centrum) |
| Winkel/woonhuis met art-decokenmerken (Gouda-Centrum) | 1913                                              |                                    | Wijdstraat 21-23                                   | 52° 0' 39" NB, 4° 42' 36" OL | GM 0513/296 | Winkel/woonhuis met art-decokenmerken (Gouda-Centrum) |
| Winkel/woonhuis met drie bouwlagen, gepleisterde lijstgevel, pui uit 1900 met portiek, vier halfzuilen en hoofdgestel en een schilddak (Gouda-Centrum) | Ongeveer 1880                                     |                                    | Wijdstraat 22 & Achter de Kerk 9                   | 52° 0' 39" NB, 4° 42' 37" OL | GM 0513/297 | Winkel/woonhuis met drie bouwlagen, gepleisterde lijstgevel, pui uit 1900 met portiek, vier halfzuilen en hoofdgestel en een schilddak (Gouda-Centrum) |
| Winkel/woonhuis met drie bouwlagen, gepleisterde gevel met schijnvoegen en strekken, hoofdgestel doorbroken door een trapgevel, bekroond met bollen. Achterhuis aan Achter de Vismarkt (Gouda-Centrum) | gevel uit 1908 en een oudere kern                 |                                    | Wijdstraat 27 & Achter de Vismarkt 1j & 1k,        | 52° 0' 39" NB, 4° 42' 36" OL | GM 0513/298 | Winkel/woonhuis met drie bouwlagen, gepleisterde gevel met schijnvoegen en strekken, hoofdgestel doorbroken door een trapgevel, bekroond met bollen. Achterhuis aan Achter de Vismarkt (Gouda-Centrum) |
| Winkel/woonhuis in art-decostijl, voormalige drogisterij met gaper (Gouda-Centrum) | 1912                                              |                                    | Wijdstraat 31 & Achter de Vismarkt 1e              | 52° 0' 39" NB, 4° 42' 36" OL | GM 0513/299 | Meer afbeeldingen |
| Winkel/woonhuis met drie bouwlagen, bakstenen gevel, driezijdige erker met daarboven een balkon, boogvelden met siermetselwerk, bovenramen met glas in lood en een plat dak (Gouda-Centrum) | Ongeveer 1920                                     |                                    | Wijdstraat 33                                      | 52° 0' 39" NB, 4° 42' 36" OL | GM 0513/300 | Winkel/woonhuis met drie bouwlagen, bakstenen gevel, driezijdige erker met daarboven een balkon, boogvelden met siermetselwerk, bovenramen met glas in lood en een plat dak (Gouda-Centrum) |
| Winkel/woonhuis, bestaat oorspronkelijk uit twee panden, met drie bouwlagen, gepleisterde lijstgevel, geveltop met hoofdgestel en gedecoreerd fries en een zadeldak (Gouda-Centrum) | Ongeveer 1880                                     |                                    | Wijdstraat 35-37                                   | 52° 0' 39" NB, 4° 42' 36" OL | GM 0513/301 | Winkel/woonhuis, bestaat oorspronkelijk uit twee panden, met drie bouwlagen, gepleisterde lijstgevel, geveltop met hoofdgestel en gedecoreerd fries en een zadeldak (Gouda-Centrum) |
| Winkel/woonhuis met pui in art-decostijl (Gouda-Centrum) | ongeveer 1920                                     |                                    | Wijdstraat 43                                      | 52° 0' 40" NB, 4° 42' 36" OL | GM 0513/302 | Meer afbeeldingen |
| Winkel/woonhuis met drie bouwlagen waaronder een mezzanino, bakstenen lijstgevel, rechts een rondboog poortje, kroonlijst met drie consoles en een zadeldak (Gouda-Centrum) | 1850-1875                                         |                                    | Wilhelminastraat 10                                | 52° 0' 45" NB, 4° 42' 47" OL | GM 0513/144 | Winkel/woonhuis met drie bouwlagen waaronder een mezzanino, bakstenen lijstgevel, rechts een rondboog poortje, kroonlijst met drie consoles en een zadeldak (Gouda-Centrum) |
| Bedrijfsruimte met zolder, gestucte klokgevel en zware kroonlijst. Oorspronkelijk een pakhuis (Gouda-Centrum) | 1700                                              |                                    | Wilhelminastraat 36                                | 52° 0' 46" NB, 4° 42' 46" OL | GM 0513/419 | Bedrijfsruimte met zolder, gestucte klokgevel en zware kroonlijst. Oorspronkelijk een pakhuis (Gouda-Centrum) |
| Winkel/woonhuis in Amsterdamse School stijl. Voormalige bananendrogerij met rode bakstenen gevel, tweezijdige erker, drie staande rijen siermetselwerk, geveltop welke trapsgewijs beëindigd wordt door een breed middendeel en mansardedak (Gouda-Centrum) | 1923                                              |                                    | Wilhelminastraat 42-44                             | 52° 0' 47" NB, 4° 42' 46" OL | GM 0513/420 | Winkel/woonhuis in Amsterdamse School stijl. Voormalige bananendrogerij met rode bakstenen gevel, tweezijdige erker, drie staande rijen siermetselwerk, geveltop welke trapsgewijs beëindigd wordt door een breed middendeel en mansardedak (Gouda-Centrum) |
| Winkel/woonhuis twee bouwlagen, bakstenen gevel, pui met bakstenen penanten, boogvelden met siertegels, geveltop met uitgemetselde penanten en een hoofdgestel met tandlijst, zadeldak (Gouda-Centrum) | 1913                                              |                                    | Wilhelminastraat 52                                | 52° 0' 47" NB, 4° 42' 45" OL | GM 0513/421 | Meer afbeeldingen |
| Bedrijfsruimte met bovenwoning. (Gouda-Centrum) - Opmerking:GM 423 pdf beschrijving klopt niet, beschrijving aldaar is van Wilhelminastraat 64-66. Nummer 64-66 heeft kadastraalnummer C3318. Nummer 60-62 heeft kadastraalnummer C3319 |                                                   |                                    | Wilhelminastraat 60-62                             | 52° 0' 47" NB, 4° 42' 45" OL | GM 0513/423 | Bedrijfsruimte met bovenwoning. (Gouda-Centrum) * Opmerking:GM 423 pdf beschrijving klopt niet, beschrijving aldaar is van Wilhelminastraat 64-66. Nummer 64-66 heeft kadastraalnummer C3318. Nummer 60-62 heeft kadastraalnummer C3319 |
| Café met bovenwoning (Gouda-Centrum) | 1909                                              |                                    | Wilhelminastraat 64-66 & Robaarstraat 2            | 52° 0' 47" NB, 4° 42' 44" OL | GM 0513/424 | Café met bovenwoning (Gouda-Centrum) |
| Winkel/woonhuis met drie bouwlagen, gepleisterde, ingekorte tuitgevel, geveltop met uitspringende rand en kroonlijst en een mansardedak (Gouda-Centrum) | 1700                                              |                                    | Zeugstraat 2a                                      | 52° 0' 42" NB, 4° 42' 46" OL | GM 0513/163 | Winkel/woonhuis met drie bouwlagen, gepleisterde, ingekorte tuitgevel, geveltop met uitspringende rand en kroonlijst en een mansardedak (Gouda-Centrum) |
| Voorgebouw van voormalig Hofje van Jongkind en Winkel/woonhuis aan Zeugstraat 32-32a (Gouda-Centrum) |                                                   |                                    | Zeugstraat 6a-30 & 32-32a                          |                              | GM 0513/393 | Meer afbeeldingen |
| Winkel/woonhuis met drie bouwlagen, gepleisterde gevel met schijnvoegen, 5 sierankers, kroonlijst en een mansardedak (Gouda-Centrum) | 1900                                              |                                    | Zeugstraat 36-36a                                  | 52° 0' 43" NB, 4° 42' 45" OL | GM 0513/394 | Winkel/woonhuis met drie bouwlagen, gepleisterde gevel met schijnvoegen, 5 sierankers, kroonlijst en een mansardedak (Gouda-Centrum) |
| Twee winkel/woonhuizen met bakstenen lijstgevel, kroonlijst en een zadeldak met voorschild (Gouda-Centrum) | Ongeveer 1825-1850 en 1850-1875                   |                                    | Zeugstraat 38-38a & 40-40a                         | 52° 0' 43" NB, 4° 42' 45" OL | GM 0513/395 | Meer afbeeldingen |
| Winkel/woonhuis met drie bouwlagen, gestucte klokgevel met schijnvoegen en -strekken, vier muurankers, geveltop met rollagen en dekstenen, de fronton is vervangen door driehoekig bekroning, zadeldak (Gouda-Centrum) | ongeveer 1700                                     |                                    | Zeugstraat 56                                      | 52° 0' 44" NB, 4° 42' 44" OL | GM 0513/396 | Winkel/woonhuis met drie bouwlagen, gestucte klokgevel met schijnvoegen en -strekken, vier muurankers, geveltop met rollagen en dekstenen, de fronton is vervangen door driehoekig bekroning, zadeldak (Gouda-Centrum) |
| Winkel/woonhuis met twee bouwlagen, gepleisterde lijstgevel met schijnvoegen en -strekken, kroonlijst en een zadeldak met rode Hollandse pannen. (Gouda-Centrum) | 1700, gevel uit 1900                              |                                    | Zeugstraat 66                                      | 52° 0' 45" NB, 4° 42' 43" OL | GM 0513/397 | Winkel/woonhuis met twee bouwlagen, gepleisterde lijstgevel met schijnvoegen en -strekken, kroonlijst en een zadeldak met rode Hollandse pannen. (Gouda-Centrum) |
| Winkel met bovenwoning, drie bouwlagen, zadeldak, bakstenen voorgevel met rode verblendstenen speklagen, segmentbogen met aanzet- en sluitstenen, boogvelden met siermetselwerk, geveltop met horizontaal gemetselde decoratie en vier keer twee penanten met natuurstenen bekroningen. De zijgevel is gestuct en voorzien van schijnvoegen en een bakgoot. (Gouda-Centrum) | 1700, voorgevel 1919                              |                                    | Zeugstraat 68-70/hoek Speldemakersteeg             | 52° 0' 45" NB, 4° 42' 43" OL | GM 0513/398 | Winkel met bovenwoning, drie bouwlagen, zadeldak, bakstenen voorgevel met rode verblendstenen speklagen, segmentbogen met aanzet- en sluitstenen, boogvelden met siermetselwerk, geveltop met horizontaal gemetselde decoratie en vier keer twee penanten met natuurstenen bekroningen. De zijgevel is gestuct en voorzien van schijnvoegen en een bakgoot. (Gouda-Centrum)                                              |
| Bedrijfsruimte met zolder, gele ijsselsteense tuitgevel met vlechtingen, gepleisterde begane grond, twee deuren met bovenlicht, zolderraam met luiken en een zadeldak (Gouda-Centrum) | 1700-1800                                         |                                    | Speldenmakerssteeg 2                               | 52° 0' 45" NB, 4° 42' 43" OL | GM 0513/380 | Bedrijfsruimte met zolder, gele ijsselsteense tuitgevel met vlechtingen, gepleisterde begane grond, twee deuren met bovenlicht, zolderraam met luiken en een zadeldak (Gouda-Centrum) |
| Winkel/woonhuis met drie bouwlagen waaronder een mezzanino of tussenvloer, gestucte gevel met schijnvoegen en -strekken, kroonlijst en een zadeldak (Gouda-Centrum) | 1700                                              |                                    | Zeugstraat 72                                      | 52° 0' 45" NB, 4° 42' 43" OL | GM 0513/399 | Winkel/woonhuis met drie bouwlagen waaronder een mezzanino of tussenvloer, gestucte gevel met schijnvoegen en -strekken, kroonlijst en een zadeldak (Gouda-Centrum) |
| Winkel/woonhuis met drie bouwlagen, gestucte klokgevel, pui met waterlijst, twee voluten op dekstenen, geveltop met kroonlijst en een zadeldak (Gouda-Centrum) | 1700                                              |                                    | Zeugstraat 74                                      | 52° 0' 45" NB, 4° 42' 43" OL | GM 0513/400 | Winkel/woonhuis met drie bouwlagen, gestucte klokgevel, pui met waterlijst, twee voluten op dekstenen, geveltop met kroonlijst en een zadeldak (Gouda-Centrum) |
| Winkel/woonhuis met drie bouwlagen, bakstenen voorgevel, geveltop met hoofdgestel en fries, kroonlijst en klossen, onderbroken door stenen topgevel met hoofdgestel en een mansardedak (Gouda-Centrum) | 1904, met oudere achterzijde                      | H.J.Nederhorst                     | Zeugstraat 76-76a                                  | 52° 0' 45" NB, 4° 42' 42" OL | GM 0513/401 | Winkel/woonhuis met drie bouwlagen, bakstenen voorgevel, geveltop met hoofdgestel en fries, kroonlijst en klossen, onderbroken door stenen topgevel met hoofdgestel en een mansardedak (Gouda-Centrum) |
| Twee samengevoegde winkel/woonhuizen met drie bouwlagen, bakstenen gevel met pilasters, vensters met geprofileerde lijst en akroterion of akroterie, geveltop met hoofdgestel met architraaf, fries, consoles en kroonlijst en twee zadeldaken (Gouda-Centrum) | gevel uit 1878, winkelpui uit 1912                |                                    | Zeugstraat 104-106 & Nieuwe Markt 1-2              | 52° 0' 47" NB, 4° 42' 40" OL | GM 0513/417 | Meer afbeeldingen |